# 蘇德切
51°44′3″N 25°35′0″E / 51.73417°N 25.58333°E
蘇德切（烏克蘭語：Судче），是烏克蘭的村落，位於該國西部沃倫州，由卡明-卡希尔斯基区負責管轄，始建於1278年，面積205平方公里，海拔高度145米，2001年人口1,105，人口密度每平方公里5.39人。